# Боливар (Каука)
Боливар (исп. Bolívar) — город и муниципалитет на юго-западе Колумбии, на территории департамента Каука. Входит в состав Южной провинции.

## История
Поселение, из которого позднее вырос город, было основано в 1794 году пресвитером Доминго Белисарио Гомесом.

## Географическое положение
Город расположен в юго-западной части департамента, в горной местности Центральной Кордильеры, на расстоянии приблизительно 75 километров к юго-западу от города Попаян, административного центра департамента. Абсолютная высота — 1770 метров над уровнем моря.
Муниципалитет Боливар граничит на северо-востоке с территориями муниципалитетов Сукре и Ла-Вега, на северо-западе — с муниципалитетом Патия, на западе — с муниципалитетом Меркадерес, на юго-западе — с муниципалитетом Флоренсия, на юго-востоке — с муниципалитетом Санта-Роса, на востоке — с муниципалитетами Сан-Себастьян и Альмагер, на юге — с территорией департамента Нариньо. Площадь муниципалитета составляет 755 км².

## Население
По данным Национального административного департамента статистики Колумбии, совокупная численность населения города и муниципалитета в 2015 году составляла 44 611 человек.
Динамика численности населения муниципалитета по годам:
| 2005   | 2006   | 2007   | 2008   | 2009   | 2010   | 2011   | 2012   | 2013   | 2014   | 2015   |
| ------ | ------ | ------ | ------ | ------ | ------ | ------ | ------ | ------ | ------ | ------ |
| 43 978 | 43 975 | 44 001 | 44 056 | 44 111 | 44 181 | 44 271 | 44 350 | 44 443 | 44 529 | 44 611 |

Согласно данным переписи 2005 года мужчины составляли 50,8 % от населения Боливара, женщины — соответственно 49,2 %. В расовом отношении белые и метисы составляли 88,6 % от населения города; негры, мулаты и райсальцы — 6 %; индейцы — 5,4 %.
Уровень грамотности среди всего населения составлял 83,8 %.

## Экономика
Большинство населения занято в сельском хозяйстве.
52,8 % от общего числа городских и муниципальных предприятий составляют предприятия торговой сферы, 39,6 % — предприятия сферы обслуживания, 5,3 % — промышленные предприятия, 2,3 % — предприятия иных отраслей экономики.